# Moveo Car & Engineering
Die Moveo Car & Engineering Co. Ltd. war ein britischer Automobilhersteller, der 1931–1932 in Preston (Lancashire) ansässig war.
Es gab drei Modelle: 20 hp, 22 hp und 30 hp. Alle drei hatten Sechszylinder-Reihenmotoren von Meadows mit 2973 cm³, 3280 cm³ bzw. 4430 cm³ Hubraum. Nur ganz wenige Exemplare entstanden. In den USA gibt es einen Automobilhersteller mit dem gleichen Namen.